# Maria Cederschiöld

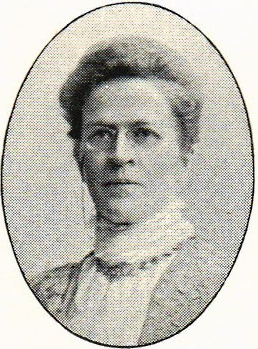
Maria Cederschiöld

Hedvig Maria Reditta Cederschiöld (* 29. Juni 1856 in Stockholm; † 19. Oktober 1935 ebenda) war eine schwedische Journalistin, Lehrerin und Frauenrechtlerin.

## Leben
Maria Cederschiöld wurde am 29. Juni 1856 als Tochter von Gustaf Cederschiöld (1812–1860) und Elsa Wilhelmina geb. Borg (1820–1889) in Stockholm geboren. Zwei ihrer Schwestern, Hedvig Maria (24. Februar 1847 – 7. Juni 1856) und Ulrika Eleonora (3. Juli 1853 – 30. Mai 1854), waren bereits vor Marias Geburt gestorben. Ihre ältere Schwester Fredrika Wilhelmina (1846–1926) wurde Mimmi genannt. Außerdem hatte sie drei Brüder: Johan Gustaf Christoffer (1849–1928), Knut Mattias (1851–1876) und Fredrik Robert Rudolf (1859–1887). Ihr Vater starb, als sie erst vier Jahre alt war. Trotz der schwierigen finanziellen Lage der Familie bekam Maria Cederschiöld eine gute Bildung: Von 1864 bis 1870 besuchte sie die staatliche Mädchenschule (Statens normalskola för flickor) in Stockholm und von 1872 bis 1874 die private Mädchenschule Wallinska flickskolan. Am 19. Mai 1874 legte sie zusammen mit drei anderen jungen Frauen, darunter ihre Freundin Ellen Fries, die Hochschulreifeprüfung an Stockholms Gymnasium ab.
Durch ihren Bruder Gustaf, der an der Universität studierte, bekam sie eine Anstellung als Gouvernante bei seinen Schwiegereltern, der Familie Widegren, auf dem Gut Ingsberg in Nässjö. Von September 1877 bis Oktober 1884 arbeitete sie als Lehrerin an ihrer früheren Schule (Wallinska skolan) in Stockholm. Am 4. November 1884 wurde sie als Journalistin bei Aftonbladet angestellt, wo sie unter anderem schönliterarische Rezensionen und außenpolitische Artikel schrieb. 1909 wurde sie außenpolitische Leiterin des Aftonbladet und blieb es bis zu ihrem Ruhestand, den sie am 30. September 1921 antrat. Ab 1911 war sie auch Mitglied im Publicistklubben. Am 19. Oktober 1935 starb Maria Cederschiöld und wurde am 22. Oktober auf Norra begravningsplatsen (dem Nordfriedhof) in Solna begraben.

## Werk
Neben der redaktionellen Arbeit war sie in frauenpolitischen Fragen aktiv, zunächst von 1884 bis 1919 in dem von Ellen Fries initiierten Svenska Kvinnors Nationalförbund („Nationalverband schwedischer Frauen“), der als schwedische Abteilung des Internationalen Frauenrats und als Dachorganisation der schwedischen Frauenvereinigungen fungierte und für den Maria Cederschiöld an mehreren internationalen Kongressen als Repräsentantin teilnahm. 1913 wurde eine Komposition von Adèle Cederschiöld, einer Nichte dritten Grades, zur offiziellen Hymne des Internationalen Frauenrats. Von 1892 bis 1895 war sie zudem Sekretärin der ersten schwedischen Frauenrechtsorganisation Föreningen för gift kvinnas äganderätt („Die Vereinigung für das Eigentumsrecht der verheirateten Frau“) und schrieb eine kurze Abhandlung über die rechtliche Stellung der verheirateten Frau in Familie und Gesellschaft. Sie engagierte sich in den politischen und sozialen Fragen ihrer Zeit, unter anderem in Fredrika-Bremer-Förbundet („Der Fredrika-Bremer-Verband“) und in philanthropischen Einsätzen für Arme.
Maria Cederschiöld publizierte auch zahlreiche Artikel zu frauenpolitischen Fragen in den Zeitschriften Idun, Hertha und Dagny. Außerdem schrieb sie mehrere Bücher, unter anderem über Lars Johan Hierta und Ellen Fries. Für letzteres hatte sie die Tagebücher und Briefwechsel der 1900 verstorbenen Ellen Fries von deren Mutter bekommen; die noch erhaltenen Tagebücher wurden in den 1950er Jahren an Kvinnohistoriska samlingarna („Die frauenhistorischen Sammlungen“) der Universitätsbibliothek Göteborg übergeben.

## Bibliographie
- Lars Hierta och kvinnans rätt i samhället. Stockholm 1901 (schwedisch, übersetzt „Lars Hierta und das Recht der Frau in der Gesellschaft“).
- Den gifta kvinnans rättsliga ställning. Stockholm 1903 (schwedisch, übersetzt „Die rechtliche Stellung der verheirateten Frau“).
- En banbryterska. Skildringar från Ellen Fries’ studentår i Uppsala. Stockholm 1913 (schwedisch, übersetzt „Eine Bahnbrecherin. Schilderungen aus Ellen Fries’ Studentenjahren in Uppsala“).
- zahlreiche Aufsätze in unterschiedlichen Zeitschriften